# Fengdžjan
Fengdžjan (kitajsko 封建, dobesedno razmejitev in ustanovitev) je bil decentraliziran upravni sistem v starodavni Kitajski, podoben konfederaciji.
Vladajoči razred so sestavljali Sin neba (kralj) in aristokracija, razred podložnikov pa je bil razvrščen v štiri poklice oziroma kategorije: učenjaki-uradniki, kmetje, delavci in trgovci. Dinastija Džov je na ključne položaje za vazale postavila svoje družinske člane in sobojevnike. V sistemu fengdžjan je kralj plemiču dodelil ozemlje, ga postavil za vladarja tega ozemlja in dovolil, da njegov naslov in fevd zakonito podedujejo njegovi potomci. Sistem je ustvaril veliko število lokalnih domen, ki so postopoma postale neodvisne države.

## Razvoj
Vladarji teh vazalnih držav, znani kot džuhov (諸侯, dobesedno mnogo gospodov), so imeli politično obveznost, da se poklonijo kralju. Ko je osrednja oblast med dinastijo Vzhodni Džov začela upadati, je moč vazalov začela presegati moč kraljeve hiše. Posledično so se te države razvile v neodvisna kraljestva, kar je zmanjšalo dinastijo Džov na komaj kaj več kot prestižno ime. Mnogo kitajskih zgodovinarjev je kitajsko zgodovino od dinastije Džov (1046 pr. n. št.–256 pr. n. št.) do začetka dinastije Čin  zaradi podobnosti s sistemom v Zahodni Evropi označilo za kitajsko fevdalno obdobje. Znanstveniki v nasprotju z njimi menijo, da fengdžjan nima nekaterih temeljnih vidikov fevdalizma.
Vsaka država fengdžjana je bila avtonomna in imela svoj davčni in pravni sistem, svojo valuto in celo slog pisanja. Plemiči so se morali redno poklanjati kralju in mu v vojnem času zagotoviti vojake. Struktura je igrala pomembno vlogo v politični strukturi Zahodnega Džova, ko je širil svoja ozemlja proti vzhodu. Moč zemljiških gospodov je sčasoma presegla moč kraljev Džova, kar je vodilo do pešanja moči centralne oblasti. Vazalne države so začele ignorirati ukaze dvora in se boriti med seboj za zemljo, bogastvo in vpliv. Vse to je sčasoma razkrojilo oblast. V kaosu in nasilju obdobja vojskujočih se držav  so se veliki gospodje na koncu razglasili za kralje.
V obdobju pred dinastijo Čin  je fengdžjan predstavljal politični sistem,  na katerega so različni misleci, tudi Konfucij, gledali kot na konkreten ideal politične organizacije. Z ustanovitvijo dinastije Čin leta 220 pr. n. št. je prvi cesar združil državo, ukinil sistem fengdžjan in vpeljal nov upravni sistem,  imenovan džunšjan (郡縣制, dobesedno sistem poveljstva-grofije) ali sistem prefektur. Ustanovljeno je bilo šestintrideset prefektur s sitemom krožnega imenovanja lokalnih uradnikov. Med obema sistemoma je bilo veliko razlik. Omeniti velja zlasti tole: sistem prefektur  je dal več moči centralni vladi, saj je utrjeval oblast v političnem središču oziroma na vrhu politične hierarhije cesarstva. 
Po ustanovitvi dinastije Han je konfucijanstvo postalo ideologija cesarske politike in učenjaki in dvorni uradniki so na sistem fendžjan ponovno začeli gledati kot na ideal. Cesarji iz dinastije Han so se nazadnje odločili razdeliti zemljo svojim sorodnikom in tako združili sistema džunšjan in fengdžjan.

## Poklici
Štirje poklici so bili:
- ši (士), razred "viteških" učenjakov, večinoma iz nižjih aristokratskih slojev,
- gong (工), rokodelci in obrtniki, ki so skupaj s kmeti proizvajali osnovne dobrine zase in za preostalo družbo,
- nong (农/農), kmetje, ki so obdelovali zemljo in zagotavljali osnovna živila za celo državo, in
- šang (商), trgovci, ki so trgovali po celem kraljestvu.

Dzongfa (宗法, dobesedno zakon klana) je veljal za vse družbene razrede in urejal pravice prvorojencev in njegovih sorojencev. Najstarejši sin zakonite žene je podedoval očetov naslov in njegov položaj v sistemu. Drugi sinovi zakonite žene, priležnic in ljubic so dobili nazive, za stopnjo nižji od očetovega. Sčasoma so vsi ti izrazi izgubili svoj prvotni pomen. Naslovi džuhov (诸侯), dafu (大夫) in ši (士) so postali sopomenke za sodne uradnike. 
Štirje poklici v sistemu fengdžjan so se razlikovali od tistih v evropskem fevdalizmu po tem, da pripadnost nekemu razredu ni bila doživljenjska. Tako je sin, rojen obrtniku (gong), lahko postal pripadnik trgovskega razreda (šang) in tako naprej. 
Od dinastije Han je položaj plemiča določalo število vojakov, ki jim je poveljeval, in domen, ki jim je vladal. Položaji od najvišjega do najnižjega so bili: 
- gong 公 - vojvoda
- hov 侯 - markiz
- bo 伯 - grof
- dzǐ 子 - vikont
- nan 男 - baron

Medtem ko je pred dinastijo Han aristokrat s krajevnim imenom v svojem naslovu dejansko vladal temu kraju, pozneje ni bilo več povsem res. Vsak moški član plemstva se je lahko naslavljal z gongdzi (公子, gōng zǐ), medtem ko se je lahko vsak kraljev sin naslavljal z vangdzi (王子, wáng zǐ), se pravi princ. 

### Sistem "vodnjak"
Sistem "vodnjak" (kitajsko 井田制度, pinjin jǐngtián zhìdù) je bil način delitve polja, ki je obstajal v nekaterih delih Kitajske od 9. stoletja pr. n. št. (pozna dinastija Zahodni Džov) do približno konca obdobja vojskujočih se držav. Njegovo ime izhaja iz kitajske pismenke 井 (džing), ki pomeni vodnjak in je podobna simbolu #. Ta simbol je prikazoval teoretični videz razdeljenega polja: kvadratno polje je bilo razdeljeno na devet enako velikih delov. Osem zunanjih delov (私田, sītián) so zase obdelovali kmetje, osrednji del (公田, gōngtián) pa so obdelovali skupaj v imenu lastnika aristokrata.
Celotno polje je bilo v lasti aristokrata. Zasebna polja so obdelovale izključno posamezne družine in bile lastnice tam pridelanih pridelkov. Pridelki s skupnega dela, ki ga je obdelovalo vseh osem družin, so šli aristokratom ali kralju kot davek. 
Sistem vodnjak je v obdobju vojskujočih se držav postal gospodarsko nevzdržen in ga je nadomestil sistem zasebnega zemljiškega lastništva. Najprej so ga ukinili v cesarstvu Čin in kmalu zatem tudi v drugih državah. 
Med kratkotrajno dinastijo Šin  je bil sistem začasno obnovljen in preimenovan v "kraljeva polja" (王田, wángtián). Prakso je bolj ali manj opustila dinastija Song, vendar so bili učenjaki, kot sta bila Džang Dzai in Su Šun, navdušeni nad njeno obnovo in so o njej govorili z morda preveč poenostavljenim občudovanjem, pri čemer so se sklicevali na Mencijevo pogosto hvaljenje sistema.